# Rezerwat przyrody Jastrząbek
Rezerwat przyrody Jastrząbek – leśny rezerwat przyrody położony w gminach Łąck i Duninów Nowy (powiat płocki, województwo mazowieckie). Leży w obrębie Gostynińsko-Włocławskiego Parku Krajobrazowego.
Został powołany zarządzeniem Ministra Leśnictwa i Przemysłu Drzewnego z dnia 29 grudnia 1987 r. (M.P. z 1987 r. nr 5, poz. 47). Zajmuje powierzchnię 463,20 ha. Według zarządzenia celem ochrony rezerwatu jest zachowanie interesujących ekosystemów leśnych, bagiennych i jeziorowych znajdujących się we wschodniej części Kotliny Płockiej. Przedmiotem ochrony są ekosystemy leśne, bagienne i jeziorowe we wschodniej części Kotliny Płockiej.

## Klasyfikacja rezerwatu
- według głównego przedmiotu ochrony jest to rezerwat biocenotyczny i fizjocenotyczny (BF) biocenoz naturalnych i półnaturalnych (np).
- według głównego typu środowiska jest to rezerwat mieszany (M) podtypu mozaika różnych ekosystemów (me)[4].

## Walory przyrodnicze
Rezerwat charakteryzuje się urozmaiconą rzeźbą terenu i zróżnicowaną geologią. Położony jest na utworach trzeciorzędowych – piaskach, żwirach i iłach. Utworami czwartorzędowymi są gliny pochodzące z glacjału bałtyckiego. Znajdują się tu ozy, kemy i jeziora wytopiskowe, związane z działalnością lodowca. 
Na szczególną uwagę zasługują dwa jeziora oligotroficzne: Jeziorko i Sendeń oraz otaczające je bagna, porośnięte rzadkimi lub chronionymi gatunkami roślin. Wartość przyrodniczą rezerwatu wzbogaca różnorodny skład gatunkowy drzewostanów, w dużej części zbliżony do naturalnego.
Ogółem na terenie rezerwatu zostało wyróżnionych 448 gatunków roślin naczyniowych, 5 gatunków skrzypów, 4 gatunki widłaków oraz 39 gatunków mchów. Wśród tej liczby stwierdzono występowanie kilku gatunków chronionych lub rzadkich, do których zaliczają się:
- widłak: 
  - goździsty (Lycopodium clavatum)
  - jałowcowaty (Lycopodium annotinum)
  - spłaszczony (Lycopodium complanatum)
- pluskwica europejska (Cimicifuga europaea)
- lilia złotogłów (Lilium martagon)
- listera jajowata (Listera ovata)
- rosiczki (Drosera)